# Hans Wellauer
Hans Wellauer (geboren am 7. Februar 1926; gestorben am 9. Februar 2014) war ein Schweizer Bauunternehmer und langjähriger Präsident des FC Winterthur.

## Biografie
Hans Wellauer wurde am 7. Februar 1926 als Sohn des Frauenfelder Bauunternehmers Hermann Wellauer geboren. 1950 trat er in die väterliche Unternehmung ein und blieb bis 1995 im Bauunternehmen tätig.
1958 wurde Wellauer Präsident des FC Winterthur. 1963 zeichnete er sich für die Verpflichtung von Trainer René Hüssy verantwortlich, der für Wellauer in den nächsten Jahren ein enger Begleiter wurde. 1966 stieg der FCW für eine Saison unter Führung von Hüssy in die Nationalliga A auf, konnte sich jedoch zunächst nicht halten. In die Vereinsgeschichte verewigte sich Wellauer jedoch mit der Verpflichtung von Timo Konietzka im Sommer 1967. Mit diesem schaffte der Verein einerseits den sofortigen Wiederaufstieg und erreichte das Finale des Schweizer Cup 1967/68.
Als Hüssy 1970 den Verein Richtung den Grasshoppers und 1971 Konietzka als Spielertrainer zum FCZ ging, trat auch Wellauer noch im selben Jahr nach 13 Jahren als Präsident zurück und wurde zum Ehrenpräsidenten des Klubs ernannt. Er ist damit aktuell nach Hannes W. Keller der Präsident, der am zweitlängsten im Amt war.
Wellauer besuchte bis zu seinem Tod am 9. Februar 2014 die Spiele des FC Winterthur.